# Cordobaço
O Cordobazo foi uma rebelião popular que ocorreu em Córdova, Argentina, entre os dias 29 e 30 de maio de 1969, contra a ditadura de Juan Carlos Onganía. Ele acontece alguns dias após o Rosariazo, outra série de protestos na cidade de Rosário, e em um contexto global de protestos que se iniciam em 1968. 

## Contexto

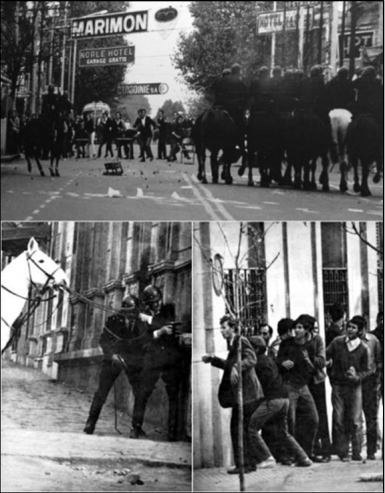
Cordobazo, Córdoba, 29 de maio de 1969

A partir de 1955, uma sequência de golpes de estado desencadeia no golpe militar de 1966, que dá início a ditadura denominada de Revolução Argentina, liderada pelo general Juan Carlos Onganía. A ditadura de Onganía possuía apoio de alguns setores como parte da CGT (Central Geral de Trabalhadores), porém ela visava a repressão de muitos setores da sociedade civil. Dentre algumas de suas medidas ocorreram o fechamento das assembleias legislativas nacionais e provinciais, a proibição da existência de partidos políticos, o controle de formas de organização de trabalhadores (i.e. sindicatos) e intervenção dos meios de comunicação e nas universidades. Todas essas medidas tornavam as alas mais combativas do CGT e os estudantes inimigos naturais de Onganía, com algumas manifestações ocorrendo já a partir de 1966, principalmente por parte dos estudantes. 
Já no ano de 1969, existem três acontecimentos que levam a realização da rebelião popular. O primeiro é a promulgação em 12 de maio da lei 18.204, que determinava a jornada de trabalho semanal de 48 horas nacionalmente. Em Córdoba, particularmente, a jornada já era de 44 horas, e os trabalhadores começaram a realizar uma série de greves e protestos a partir dessa promulgação. O segundo acontecimento foi o achatamento dos salários dos trabalhadores. E o terceiro são os acontecimentos do Correntinazo e Rosariazo, em resposta a repressão estudantil e o aumento do preço das refeições dos restaurantes universitários. Os protestos realizados em Corrientes e Rosário sofreram com forte repressão policial, o que resultou na morte dos estudantes Juan José Cabral e Luis Norberto Blanco.
Esses acontecimentos, tanto os que ocorrem em 1969 quanto as medidas promulgadas já a partir de 1966, são o que impulsiona a rebelião de 29 e 30 de maio de 1969.

## OCordobazoe as repercussões

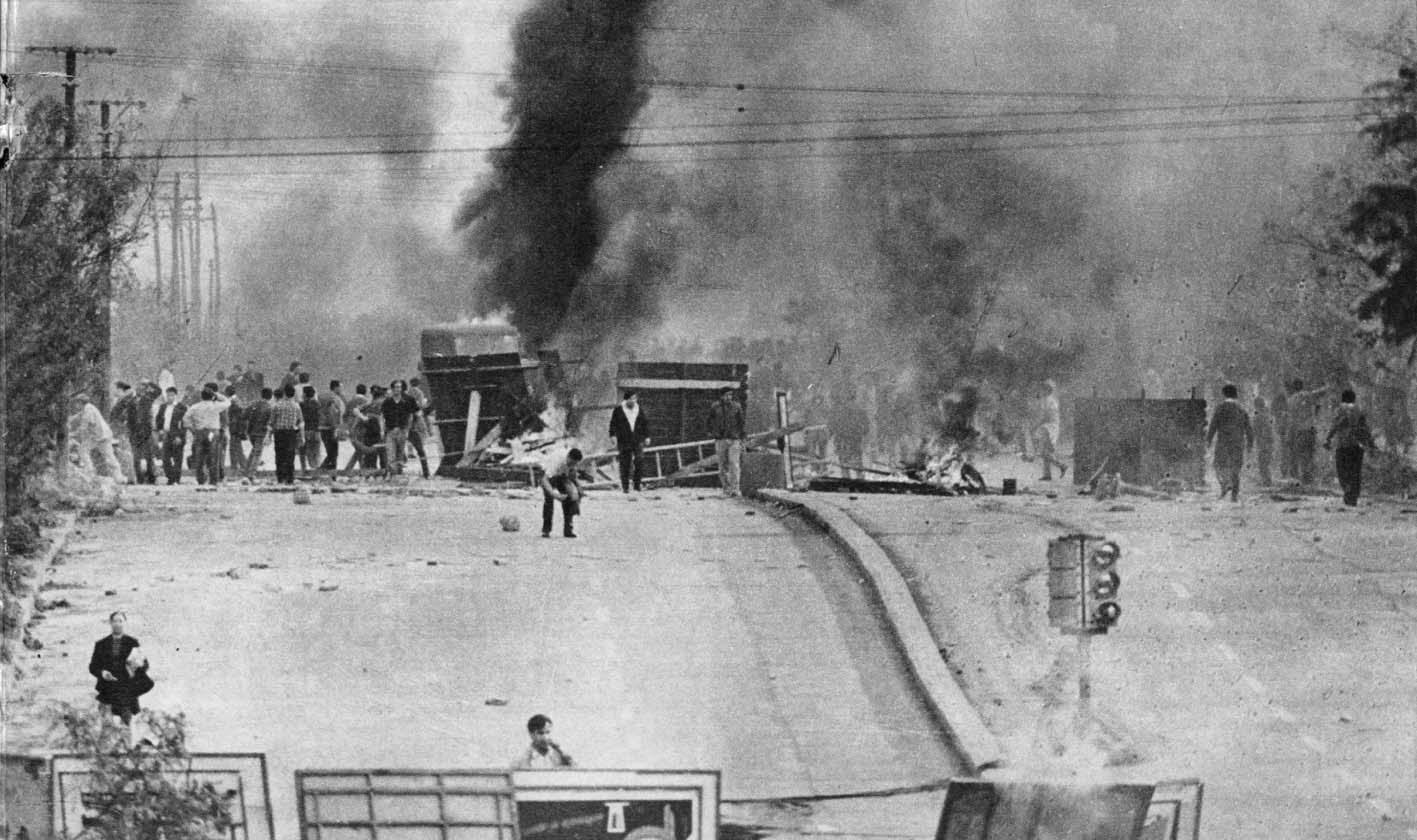
Bulevar San Juan, Córdoba. Bloqueio onde foi assassinado Máximo Mena.

O CGT indica greve geral para 30 de maio de 1969, porém os sindicatos e trabalhadores de Córdoba decidem realizar a greve e ocupação das fábricas já no die 29. Simultaneamente, os estudantes decidem ocupar as universidades e se juntarem aos protestos dos trabalhadores. Na manhã de 29, eles ocupam seus respectivos locais e se preparam para marchar em direção ao centro da cidade de Córdoba. Apesar de haver um bloqueio realizado pelos policiais, os protestantes estavam preparados para a repressão, e conseguem furar o bloqueio. Os policias então decidem utilizar munição letal, assassinando Máxima Mena, que se torna a primeira vítima fatal dessa rebelião. Uma parte da população passa a apoiar ainda mais os protestos, somando aos números já na rua, o que torna o trabalho de repressão mais complicado. A polícia se vê obrigada a chamar o Exército, o que leva os protestantes a se barricarem em bairros periféricos. O Exército realiza o trabalho de reprimir esses protestantes ao longo da noite, e esse processo só termina na noite do dia 30 de maio.
Dados oficiais falam sobre 16 mortos, 400 feridos e mais de 2000 detidos. Contudo, participantes do movimento questionam essa informação e afirmam que houve mais de 50 protestantes mortos pela polícia. Apesar da repressão ter ocorrido, o Cordobazo foi fundamental para o desencadeamento de outros movimentos de resistência contra a ditadura ao redor do país que são o principal motivo para a queda de Onganía em 1972, além de resultar no fortalecimento dos movimentos estudantis na Argentina. 